# Otto von Bendeleben-Uckermann
Otto Freiherr von Uckermann, ab 1840 Freiherr von Bendeleben-Uckermann, eigentlich Freiherr von Uckermann-Bendeleben (* 13. Oktober 1804; † 22. November 1855 in der Nähe von San José, Kalifornien) war Erb-, Lehn- und Gerichtsherr auf Bendeleben und Mitglied des Landtags des Fürstentums Schwarzburg-Sondershausen.

## Familie
Otto von Bendeleben-Uckermann war der Sohn des Erb-, Lehn- und Gerichtsherren auf Bendeleben und Majors der Artillerie der Kursächsischen Garde Johann Jacob (II.) Freiherr von Uckermann und dessen Frau Christiane Eleonore Hofmann, einem Stubenmädchen aus dem Hotel „Goldener Engel“ in Dresden. Otto von Bendeleben-Uckermann, der evangelisch-lutherischen Glaubens war, heiratete 1830 in Paris Eliza Powell of Banlahan, Irland, die Tochter des Königlich großbritannischen Majors Powell. Die Ehe wurde mit „Bescheid des Freiherrlich Bendeleben-Uckermannschen (Patrimonial-) Gerichts“ vom 10. März 1848 geschieden.

## Leben
Otto von Bendeleben-Uckermann war Erb-, Lehn- und Gerichtsherr auf Bendeleben und Rittergutsbesitzer in Bendeleben. Er diente als königlich sächsischer Major.
Am 3. Juli 1841 erfolgte die Fürstliche Genehmigung der Vereinigung des Namens und des Wappens mit denen der Herren von Bendeleben und die Gestattung der Namensführung Bendeleben-Uckermann für die Familie als Freiherren von Bendeleben-Uckermann. Ein Bezug zum Adelsgeschlecht Bendeleben besteht nicht.
Vom 31. August 1843 bis Ende 1844 war er Mitglied des (ersten) Schwarzburg-Sondershäuser Landtags. Er vertrat dort den Wahlkreis 1, die Ritter- und Freigutsbesitzer der Unterherrschaft.
1848 bewarb sich Otto von Bendeleben-Uckermann erfolglos um das Schwarzburg-Sondershäuser Mandat in der Deutschen Nationalversammlung.
1849 verkaufte er das Rittergut an die Familie des Landtagsabgeordneten Wilhelm Krause und wanderte 1850 nach Nordamerika aus. Er begründete dies selbst unter anderem mit den Erfahrungen seiner Familie in Bendeleben während der Märzrevolution im Jahre 1848. 1853 ließ er sich mit der bereits 1847 in Bendeleben in seinen Dienst getretenen Haushälterin Minna Balbach, geb. Börner in Santa Clara County der Nähe von San José nieder und erwarb dort Ländereien. Im California State Census von 1852 wurde San Francisco als Wohnsitz angegeben.
Sein Sohn Ottfried (Otto) de Bendeleben (30. Juni 1836 – 3. Januar 1908) war Alaskaforscher. Nach ihm sind die Bendeleben Mountains benannt.